# Спеціальні законодавчі процедури
Спеціальні законодавчі процедури передбачають законодавчу процедуру в Європейському Союзі, яка відрізняється від звичайної законодавчої процедури. Таким чином, це загальна назва для різних процедур, які замінили, серед іншого, попередню процедуру консультацій, процедуру співпраці та процедуру згоди після Лісабонського договору. У той час як за звичайною законодавчою процедурою європейський регламент, директива чи рішення ухвалюються спільно Європейським парламентом і Радою, за спеціальною законодавчою процедурою Європейський парламент самостійно за участю Ради або Рада самостійно за участю Європейського парламенту приймає заходи. Конституційну основу Європейського Союзу становлять Договір про функціонування Європейського Союзу та Договір про Європейський Союз. Останнім є Маастрихтський договір.
У рамках спеціальних законодавчих процедур домінуючими є дві процедури, а саме процедура консультації та процедура погодження. Процедура консультацій дає Європейському парламенту можливість висловити свою думку щодо законодавчої пропозиції Європейської комісії. Однак Рада остаточно приймає рішення і не зобов’язана виконувати поради Парламенту. Ця процедура використовується, серед іншого, для визначення заходів щодо сімейного права з транскордонними наслідками.
Згідно з процедурою схвалення, парламент повинен погодитися на пропозицію, перш ніж Рада зможе її прийняти. Парламент не може змінити пропозицію, а лише прийняти або відхилити її. Ця процедура використовується, наприклад, коли Європейський Союз хоче вжити заходів для боротьби з дискримінацією.